# Sprawiedliwość dla Natalee Holloway
Sprawiedliwość dla Natalee Holloway (ang. Justice for Natalee Holloway) – amerykański telewizyjny film kryminalny z 2011 roku w reżyserii Stephena Kaya. Wyprodukowana przez Louisiana Entertainment Screen Services - L.E.S.S., Frank von Zerneck Films i PeaceOut Productions.
Premiera filmu miała miejsce 9 maja 2011 roku w Stanach Zjednoczonych.

## Fabuła
Osiemnastoletnia Natalee Holloway (Amy Gumenick) z okazji zakończenia szkoły średniej leci na Arubę. Tam ślad po niej ginie, a później mijają lata. Jej matka jest przekonana, że za zniknięcie jej córki odpowiada Jordan (Stephen Amell). On tymczasem kpi sobie z nieporadności organów ścigania.

## Obsada
Źródło: Filmweb
- Amy Gumenick jako Natalee Holloway
- Tracy Pollan jako Beth Holloway
- Grant Show jako Jug Twitty
- Monica Acosta jako reporterka
- Stephen Amell jako Jordan Van Der Sloot
- Michael Beach jako agent Delaney
- Will Beinbrink jako Alan
- Bruce Gerard Brown Jr. jako archiwista FBI